# Ronchères (Yonne)
Ronchères – miejscowość i gmina we Francji, w regionie Burgundia-Franche-Comté, w departamencie Yonne.
Według danych na rok 2010 gminę zamieszkiwało 114 osób, a gęstość zaludnienia wynosiła 10 osób/km².